# Liste de ponts de la Charente-Maritime

## Ponts de la Charente-Maritime par longueur
La longueur d'un pont est mesurée entre culées, c'est-à-dire entre extrémités. Un ouvrage d'art est dit non courant dès que sa longueur dépasse 100 mètres. Il est dit exceptionnel lorsqu'elle dépasse 500 mètres. La liste ci-après présente les ponts les plus longs de Charente-Maritime, classés par ordre de longueur décroissante.
| Image | Nom                                                      | Longueur (m) | Portée principale (m) | Type                                                       | Inauguration | Communes reliées                             |
| ----- | -------------------------------------------------------- | ------------ | --------------------- | ---------------------------------------------------------- | ------------ | -------------------------------------------- |
|       | Pont de l'île de Ré                                      | 2 927        | 110                   | Pont à poutres cantilever poutre-caisson, hauteur variable | 1988         | La Rochelle et Rivedoux-Plage                |
|       | Pont de l'île d'Oléron                                   | 2 862        | 80                    | Pont à poutres cantilever poutre-caisson, hauteur variable | 1966         | Le Château d'Oléron et Bourcefranc-le-Chapus |
|       | Viaduc de l'Estuaire de la Charente ou Viaduc du Martrou | 1 132        |                       |                                                            | 1991         | Échillais et Rochefort                       |
|       | Pont de la Seudre                                        | 1024         |                       | Pont à poutres cantilever poutre-caisson, hauteur variable | 1972         | Marennes et La Tremblade                     |
|       | Pont de l'A 837 sur la Charente                          | 900          |                       |                                                            | 1999         | Le Mung et Saint-Savinien                    |
|       | Pont suspendu de Tonnay-Charente                         | 623          | 90                    |                                                            | 1842         | Tonnay-Charente et Saint-Hippolyte           |
|       | Pont de l'A 10 sur la Charente                           | 340          |                       |                                                            | 1981         | Port-d'Envaux et Taillebourg                 |
|       | pont transbordeur de Rochefort                           | 175          | 175                   |                                                            | 1900         | Échillais et Rochefort                       |

## Grands ponts
Le Pont de l'île de Ré, deuxième pont le plus long de France (2 927 mètres) derrière le pont de Saint-Nazaire (3 356 mètres), relie l'île (commune de Rivedoux-Plage) au continent (ville de La Rochelle). Ce pont est payant.
Le pont de l'île d'Oléron, inauguré en août 1966, est le second plus long du département avec 2 862 m, reliant l'île (commune du Château d'Oléron) au continent (commune de Bourcefranc-le-Chapus). Il a détenu le record de longueur des ponts en France, toutes catégories confondues, de la date de sa construction à celle de l'inauguration du pont de Saint-Nazaire en 1975.
L'actuel Viaduc de Martrou, long de 1 132 mètres, permet de traverser la Charente. Il relie les communes d'Échillais et Rochefort. Il a une longueur de 1 200 m. Il est le troisième d'une série de ponts sur le fleuve à cet emplacement. Le premier est le pont transbordeur de Rochefort, quelques centaines de mètres en amont du fleuve, construit en 1900, qui a échappé à la destruction en étant classé aux monuments historiques en 1976. Il a été réhabilité en 1994 et a une activité touristique pour les piétons et vélos. Au début des années 1960, la nacelle ne pouvait plus supporter les quelque 1 200 véhicules quotidien. Un second ouvrage levant, est inauguré le 5 février 1967, constitué de deux piles en béton armé et d'une travée levante de 92 mètres de portée. Enfin, l'actuel viaduc sera inauguré le 30 mai 1991, évitant les longues files d'attente estivales dues aux levées de l'ancien pont pour laisser passer les bateaux. Le pont levant sera démoli quelques mois plus tard.
Le pont de la Seudre enjambe la Seudre à son embouchure ; il relie les communes de La Tremblade et Marennes. Il a une longueur de 1 024 mètres.
Le pont de Saint-Clément sur la N 137, construit en poutres de béton armé, a été inauguré en 1964 à Tonnay-Charente. Il permet le franchissement de la Charente un kilomètre en amont du vieux pont suspendu qui sera ensuite interdit à la circulation automobile.

## Ponts présentant un intérêt architectural ou historique
Les ponts de Charente-Maritime inscrits à l'inventaire national des monuments historiques sont recensés ci-après :
- Pont Napoléon - Le Château-d'Oléron - XVIIIe siècle
- Viaduc d'Oléron - Le Château-d'Oléron - XXe siècle
- Pont Vauban - Le Château-d'Oléron - XVIIIe siècle
- Pont - Chatenet - XIXe siècle
- Pont - Le Grand-Village-Plage - XVIIIe siècle
- Pont - Le Grand-Village-Plage - XVIIIe siècle
- le Petit Pont - Le Grand-Village-Plage - XIXe siècle
- Pont transbordeur du Martrou - Rochefort - XXe siècle
- Pont - Saint-Denis-d'Oléron - XIXe siècle
- Pont Bernut - Sainte-Colombe - XIXe siècle
- Pont - Saint-Georges-d'Oléron - XIXe siècle
- Pont - Saint-Georges-d'Oléron - XIXe siècle
- Pont du Gros-Couet - Saint-Georges-d'Oléron - XIXe siècle
- Pont - Saint-Pierre-d'Oléron - XIXe siècle ; XXe siècle
- Pont de la Grosse Planche - Saint-Pierre-d'Oléron - XIXe siècle
- Pont de l'Ecorcherie - Saint-Pierre-d'Oléron - XIXe siècle
- Pont du Fumier - Saint-Pierre-d'Oléron - XIXe siècle
- Pont - Saint-Pierre-d'Oléron - XIXe siècle
- Pont suspendu de Tonnay-Charente - Tonnay-Charente - XIXe siècle ; XXe siècle
- Pont de la Cèpe - Cabariot - XIXe siècle[4].

## Sources
Base de données Mérimée du Ministère de la Culture et de la Communication.